# Franciszek Rajpold
Franciszek Ksawery Rajpold, ps. „Skołuba” (ur. 3 grudnia 1892 w Łyszkowicach, zm. 3 marca 1950 w Kołobrzegu) – żołnierz Legionów Polskich, podporucznik kawalerii Wojska Polskiego, działacz niepodległościowy, kawaler Orderu Virtuti Militari, uczestnik I wojny światowej, wojny polsko-bolszewickiej i II wojny światowej.

## Życiorys
Urodził się 3 grudnia 1892 w Łyszkowicach w rodzinie Piotra, robotnika cukrowni „Irena”, i Małgorzaty z Barlaków. Ukończył przyfabryczną szkołę powszechną i Seminarium Nauczycielskie w Warszawie (1908–1911). W 1912 we Lwowie ukończył kurs podoficerski.
Od 1914 w Legionach Polskich jako żołnierz w 1 pułku ułanów Legionów Polskich. Podczas kryzysu przysięgowego urlopowany. Od lipca 1920 jako podchorąży w 1 pułku szwoleżerów z którym brał udział w wojnie polsko-bolszewickiej.
Po zakończeniu działań wojennych pracował jako nauczyciel w Polichnie i Piotrkowie Trybunalskim. 15 lipca 1927 prezydent mianował go podporucznikiem rezerwy ze starszeństwem z 1 lipca 1925 i 633. lokatą w korpusie oficerów kawalerii. W 1934, jako oficer rezerwy pozostawał w ewidencji Powiatowej Komendy Uzupełnień Warszawa Piotrków. Posiadał przydział w rezerwie do 1 pułku szwoleżerów. Podczas kampanii wrześniowej walczył jako żołnierz Armii „Łódź”. Do 1945 przetrzymywany jako jeniec oflagów Arnswalde i Gross-Born. Po zakończeniu wojny ponownie pracował jako nauczyciel. Zmarł 3 marca 1950 w Kołobrzegu, pochowany w Łodzi.
Był żonaty z Lucyną z Majewskich, z którą miał trzy córki i dwóch synów.

## Ordery i odznaczenia
- Krzyż Srebrny Orderu Wojskowego Virtuti Militari nr 5438 – 17 maja 1922[7][8][2]
- Krzyż Niepodległości – 2 sierpnia 1931 „za pracę w dziele odzyskania niepodległości”[9]